# Dinastía chupánida
Los Chupánidas, también conocidos con el nombre de Süldüz o de Chobánidas (en persa: سلسله امرای چوپانی‎, Amir Chupani), son los descendientes de una familia mongola que cobró importancia en el siglo XIV en Persia. Servidores del Iljanato, tomaron el control de facto del territorio después de la caída del iljanato. Los chupánidas hicieron de Arran (Azerbaiyán) su bastión, mientras que los yalaíridas tomaron control de Bagdad. Reinaron desde 1337 hasta 1357.